# Enric II de Lorena
Enric II de Lorena -en francès Henri II de Lorraine- (Nancy, Ducat de Lorena, 8 de novembre de 1563 - ibidem, 31 de juliol de 1624) fou Duc de Bar i de Lorena de la Casa de Lorena. Tenia el títol de marquès de Pont-à-Mousson, i a partir de 1608, en morir el seu pare, sense cap experiència política va assumir el ducat de Lorena i el de Bar tot i que el seu pare havia previst que se'n fes càrrec el seu germà, el bisbe de Metz també anomenat Carles. Va ser un fer defensor de la Contrareforma i va dictar diverses ordres per fer fora els protestants del ducat de Lorena. Va participar en les diverses guerres de religió, al costat dels catòlics. En canvi, va procurar mantenir-se neutral en la Guerra dels Trenta Anys. Amant de la pintura va adquirir el quadre l'Anunciació de Caravaggio, que avui encara es troba a la seva ciutat natal de Nancy. Així mateix, va fer diversos encàrrecs al pintor lorenés Georges de La Tour. Donat que no va tenir descendència masculina, Enric II intentà que heretés el ducat la seva filla Nicolaua de Lorena, tot i que en principi estava establert que el dret successori només podia exercir-se per la via masculina, cosa que afavoria el seu germà Francesc, comte de Vaudémont. Finalment s'acordà el casament de Nicolaua amb el fill de Francesc, Carles. Amb tot, va ser succeït pel seu germà qui al cap de pocs dies abdicà en favor del seu fill Carles.

## Família
Era fill del duc Carles III (1543-1608) i de Clàudia de França (1547-1575).
El 30 de gener de 1599 es va casar amb Caterina de Borbó (1559-1604), filla d'Antoni de Borbó (1518-1562) i de la reina Joana III de Navarra (1528-1572), de família calvinista que va topar amb les seves creences com a catòlic. Vidu el 1604 i sense haver tingut fills, es tornà a casar el 26 d'abril de 1606 amb Margarida Gonzaga de Màntua (1591-1632), filla del duc Vicenç Gonzaga (1562-1612) i d'Elionor de Mèdici (1567-1611). D'aquest segon matrimoni en nasqueren quatre filles: 
- Una filla nascuda i morta el 1607.
- Nicolaua de Lorena (1608–1657), duquessa de Lorena, casada amb Carles IV de Lorena (1604-1675).
- Una filla nascuda i morta el 1611.
- Clàudia de Lorena (1612-1648), casada amb el duc Nicolau II de Lorena (1609-1670).

L'11 de novembre de 1641, va contraure matrimoni amb Honorine de Glimes Grimberghe davant el vicari general castrense de l'exèrcit espanyol. En aquest acte s'observaren totes les solemnitats canòniques, però no les legals, el que aprofità el duc de Guisa per desfer-se de la comtessa, quan restà cansat d'ella, al·legant que el matrimoni no havia sigut legal. El duc de Guisa passà a Roma per fer anul·lar el matrimoni pel papa, el que no aconseguí, per haver declarat el papa que el matrimoni s'havia contret amb totes les solemnitats canòniques.